# 静岡デザイン専門学校
静岡デザイン専門学校（しずおかでざいんせんもんがっこう、英語訳:Shizuoka Professional Training College of Design.）は、静岡県静岡市葵区鷹匠にあるデザイン系の専修学校。
学校法人静岡理工科大学が運営。

## 沿革
- 1927年 - 創設
- 1997年 - 校名を変更

## 設置学科
- グラフィックデザイン科
  - イラストレーションコース
  - マンガ・キャラクターコース
  - 写真コース
  - Webデザインコース
  - 映像・アニメーションコース
- プロダクトデザイン科
  - プロダクトデザインコース
- インテリアデザイン科
- ファッションデザイン科
- ファッションビジネス科
- ブライダル・ビューティー科
- フラワーデザイン科